# Rhin de Leyde
Le Rhin de Leyde (en néerlandais : Leidse Rijn) est une rivière néerlandaise située dans la province d'Utrecht.
Le nom du Rhin de Leyde est nommé en référence à la ville néerlandaise de Leyde où cette rivière passe également.

## Cours
La rivière actuelle est une partie du cours historique du Rhin dont elle formait le bras principal. Aujourd'hui, le Rhin de Leyde commence après le réseau de canaux du centre de la ville d'Utrecht, lui-même alimenté par le Kromme Rijn. On peut considérer le Rhin de Leyde (et de moindre mesure, le Vaartse Rijn) comme la continuation de cette rivière. À Harmelen, à l'ancien lieu-dit de Putkop, la rivière devient le Vieux Rhin, et passe à Leyde pour se jeter dans la mer du Nord à Katwijk.

## Caractéristiques
Le Rhin de Leyde a une longueur d'environ 13 km. Il croise deux canaux : le canal de la Merwede et le canal d'Amsterdam au Rhin. Le Rhin de Leyde passe à De Meern et à Harmelen. Il a donne son nom à la ville nouvelle de Leidsche Rijn, un quartier de la ville d'Utrecht, construit au début des années 2000.